# كيث كومستوك
كيث كومستوك (بالإنجليزية: Keith Comstock)‏ هو لاعب كرة قاعدة أمريكي، ولد في 23 ديسمبر 1955 في سان فرانسيسكو في الولايات المتحدة.

## وصلات خارجية
- كيث كومستوك على موقع الدوري الياباني لكرة القاعدة (الإنجليزية)
- كيث كومستوك على موقعبيزبول رفرنس.كوم (الدوري الرئيسي) (الإنجليزية)
- كيث كومستوك على موقعبيزبول رفرنس.كوم (الدوري الثانوي) (الإنجليزية)
- كيث كومستوك على موقع مشجعي الرسوم البيانية (الإنجليزية)